# Susie Wiles
Susan Summerall Wiles (nacida Susan Summerall; Nueva Jersey, 14 de mayo de 1957), conocida como Susie Wiles, es una funcionaria y política estadounidense. En noviembre de 2024, fue nombrada como la primera mujer jefa de gabinete de la Casa Blanca, bajo la administración del presidente Donald Trump.

## Biografía

### Inicios y carrera
Hija del periodista deportivo y exjugador de la National Football League Pat Summerall y su esposa Cheri, Susan Summerall nació y creció en Nueva Jersey. Se graduó en la Universidad de Maryland - College Park.
En 1979, fue contratada como asistente del congresista Jack Kemp y al año siguiente trabajó en la campaña electoral de Ronald Reagan para las elecciones presidenciales de 1980.
En los años noventa, trabajó como jefa de gabinete del alcalde de Jacksonville John Delaney y como colaboradora de la congresista Tillie Fowler. Delaney la describió como "una política sabia, casi con un instinto político sobrenatural".
Entre 2004 y 2009 fue asesora de otro alcalde de Jacksonville, John Peyton. En 2010, colaboró en la campaña electoral del empresario Rick Scott para el cargo de gobernador de Florida. Su contribución fue vista como decisiva en el resultado de las elecciones, dado que en ese momento Scott era un outsider con pocos lazos dentro del Partido Republicano.
En enero de 2011, Susie Wiles asumió el rol de directora de la campaña electoral del ex gobernador de Utah Jon Huntsman para las elecciones presidenciales de 2012. Durante la campaña, ella y el exjugador de Jacksonville Jaguars Tony Boselli cofundaron una empresa de consultoría con sede en Ponte Vedra Beach. Susie Wiles dejó el cargo de directora de campaña en julio de 2011.
Durante casi una década, trabajó en la gestión de una empresa de lobbying, Ballard Partners, con sede en Tallahassee, dejándola en septiembre de 2019 debido a problemas de salud.

### Trabajo con Donald Trump
A finales de 2019, Susie Wiles se unió al equipo de campaña de Donald Trump y fue nombrada directora de campaña en Florida para las elecciones presidenciales de 2020. Fue una de las personas clave en la victoria de Trump en Florida en esas elecciones, ayudando a gestionar y coordinar los esfuerzos en el estado.
En 2024, con Trump preparando su nueva campaña para la Casa Blanca, fue nombrada como posible jefa de gabinete del presidente electo. Wiles, que ha sido una figura crucial en la política de Florida y una de las operativas más influyentes en la política republicana, fue oficialmente confirmada en noviembre de 2024 como la nueva jefa de gabinete de la Casa Blanca tras el anuncio de su nombramiento por parte del presidente Donald Trump. Asumió dicho cargo el 20 de enero de 2025.